# Merceya japonica
Merceya japonica là một loài rêu trong họ Pottiaceae. Loài này được Reimers & Sakurai mô tả khoa học đầu tiên năm 1934.
Danh pháp khoa học của loài này chưa được làm sáng tỏ. 